# Benedito Cunha Melo
Benedito Cunha Melo, cujo nome completo era Benedito Tavares da Cunha Melo (Goiana, 25 de março de 1911 — Jaboatão dos Guararapes, 6 de outubro de 1981) foi um poeta e cultivava o jornalismo. É o autor do hino do município de Jaboatão dos Guararapes e do Hino do Padroeiro Santo Amaro. 
Filho dos poetas Alberto Tavares da Cunha Melo e Virgínia Tavares de Miranda Lins, Benedito Cunha Melo se transformou ícone da cultura jaboatonense por utilizar uma temática ligada a sua região e pela atuação jornalística. Melo foi o fundador e o redator-chefe do “Jaboatão Jornal”, periódico mensal criado em 1950, onde por mais de 20 anos manteve uma coluna de trovas intitulada Trovas e Trovoadas, com textos predominantemente satíricos.
Teve sete filhos: Alberto Cunha Melo, Maria das Graças, Margarida Maria, João Bosco, Sebastião Tarcísio, Francisco e Maria Madalena.

## Títulos
- Cidadão Jaboatonense, através do Projeto de Lei elaborado pela Câmara Municipal de Jaboatão.[1][2][4]

## Homenagens
- "Centenário de Benedito Cunha Melo" pelo Instituto Histórico de Jaboatão. [1][2]
- Nome atribuído à biblioteca municipal - "Biblioteca Municipal Poeta Benedito Cunha Melo", localizada no primeiro andar da Casa da Cultura, no Jaboatão Centro.[4][5]
- Nome atribuído à escola estadual - "Escola Professor Benedito Cunha Melo", localizada no bairro de Barra de Jangada, Jaboatão dos Guararapes - Pernambuco.
- Nome atribuído à via urbana - "Rua Poeta Benedito Cunha Melo", conforme publicação em diário oficial do município do Jaboatão dos Guararapes.[6]

## Livros
- Folhas Secas, 1939
- Versos Diversos, 1948
- Nuvens de Pó, 1949
- Perfis, 1954
- Da Morte, Folhas Secas e Outras Trovas, 1954
- Trovas e Trovoadas, 1962
- Canto de Cisne, 1980
- Poesia Seleta, 2009